# Balaciu (gmina)
Balaciu – gmina w Rumunii, w okręgu Jałomica. Obejmuje miejscowości Balaciu, Copozu, Crăsanii de Jos i Crăsanii de Sus. W 2011 roku liczyła 1860 mieszkańców. 